# USS Delaware (BB-28)
USS Delaware (BB-28) – amerykański pancernik typu Delaware, okręt główny tego typu.
Jednostka została zwodowana 6 lutego 1909 w stoczni Newport News Shipbuilding Company. Matką chrzestną była pani A. P. Cahall, krewna gubernatora stanu Delaware. Okręt wszedł do służby 4 kwietnia 1910, pierwszym dowódcą został komandor C. A. Gove.
Odwiedziwszy miasto Wilmington w dniach 3–9 października 1910, okręt otrzymał w prezencie od władz stanu srebrną zastawę. 1 listopada popłynął z Hampton Roads, wraz z 1 Dywizją Floty Atlantyku, na wody europejskie. Odwiedził Weymouth, Cherbourg. Później przeprowadził ćwiczenia bojowe w zatoce Guantánamo na Kubie i 18 stycznia 1911 wrócił do Norfolk. Port opuścił 31 stycznia, by przewieźć szczątki chilijskiego ministra Cruza do Valparaíso. Po drodze zawinął do Rio de Janeiro i Punta Arenas. Do Nowego Jorku wrócił 5 maja. 4 czerwca popłynął do Portsmouth w Anglii, gdzie od 19 do 28 czerwca brał udział w przeglądzie floty towarzyszącym koronacji króla Jerzego V.

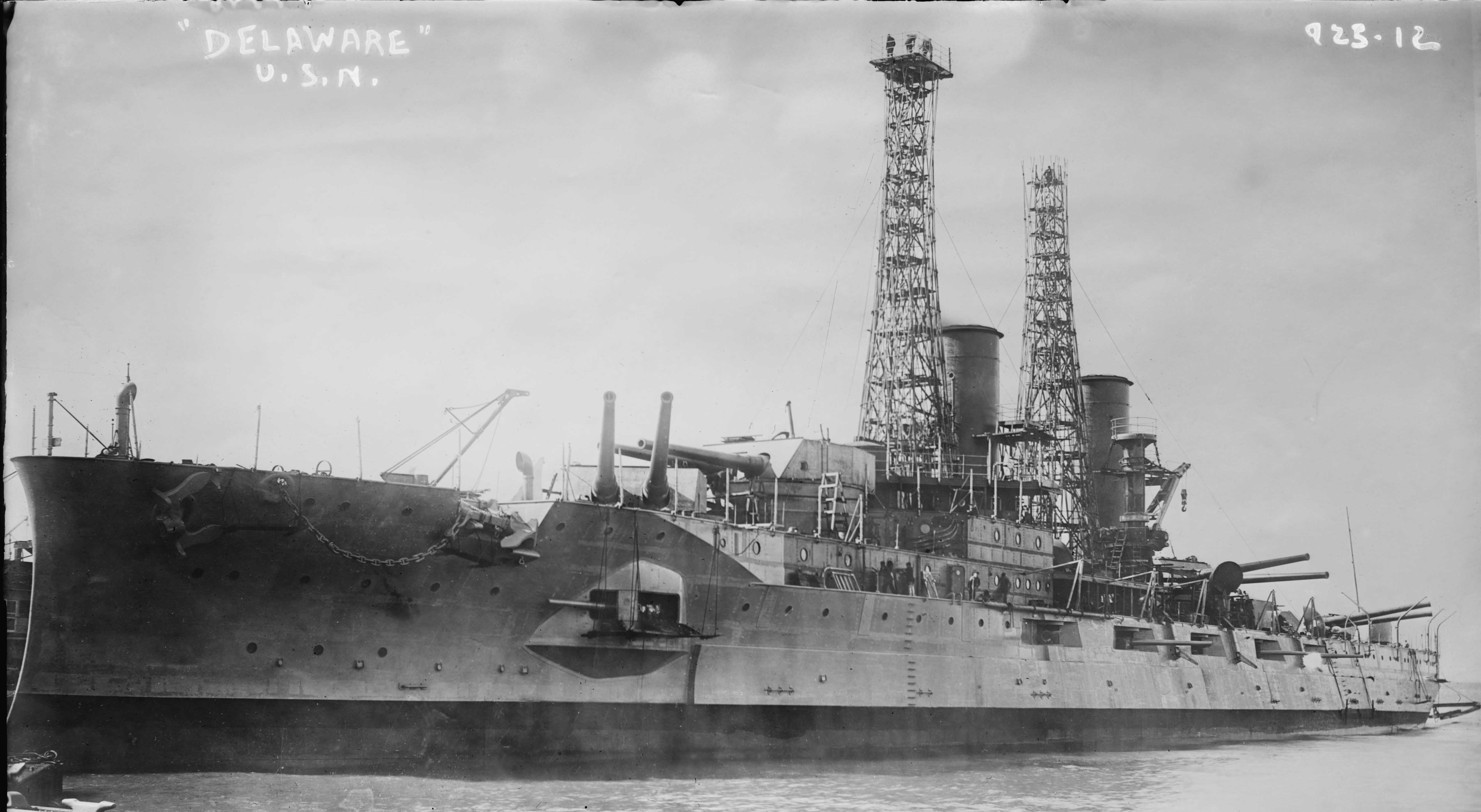
USS „Delaware” w porcie w 1909

W latach 1912–1917 w ramach działań Floty „Delaware” uczestniczył w ćwiczeniach i szkoleniach torpedowych w Rockport i Provincetown. Był zaangażowany w specjalne eksperymentalne ćwiczenia artyleryjskie w Lynnhaven Roads. Szkolił się na wodach kubańskich, uczestnicząc w ćwiczeniach floty. Brał na letnie rejsy szkoleniowe podchorążych (ang. midshipman) z Akademii Marynarki. 14 października 1912 uczestniczył w przeglądzie floty przeprowadzonym przez prezydenta Tafta i Sekretarza Marynarki. Następnego roku odwiedził Villefranche-sur-Mer we Francji. Znalazł się tam wraz z pancernikami „Wyoming” (BB-32) i „Utah” (BB-31). W 1914 i 1916 pływał w pobliżu Veracruz z powodu zaostrzających się stosunków pomiędzy Stanami Zjednoczonymi i Meksykiem.
Wraz z wybuchem w Europie I wojny światowej „Delaware” wrócił do Hampton Roads na zimowe manewry na Karaibach. Szkolił artylerzystów i mechaników. 25 listopada 1917 wypłynął z Lynnhaven Roads wraz z 6 Dywizją, kierując się w stronę Scapa Flow. Po przejściu w złej pogodzie Północnego Atlantyku okręt dołączył jako część 6 Eskadry Bojowej do brytyjskiej Grand Fleet.

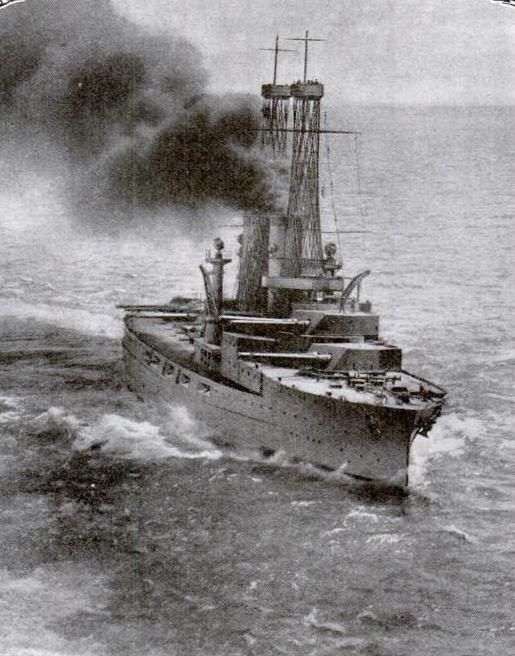
USS Delaware w drodze w 1914 r.

6 Eskadra Bojowa wyszła w rejs 6 lutego 1918 wraz z eskortą ośmiu brytyjskich niszczycieli, by osłaniać duży, składający się ze statków handlowych konwój płynący do Norwegii. Dwa dni później w pobliżu Stavangeru „Delaware” został zaatakowany dwukrotnie przez okręt podwodny, ale za każdym razem udało mu się uniknąć torped. 10 lutego eskadra wróciła do portu w Scapa Flow. W marcu i kwietniu pancernik uczestniczył w dwóch kolejnych konwojach, 24 kwietnia odpłynął z Grand Fleet, by wzmocnić 2 Eskadrę Bojową Krążowników, która osłaniała konwój. Spodziewano się wtedy kontaktu z wrogiem. Doszło jedynie do kontaktu wysuniętych osłon, natomiast siły główne nie spotkały się.
Od 30 czerwca do 2 lipca 1918 6 Eskadra Bojowa, wraz z dywizją brytyjskich niszczycieli jako eskortą, przebywała na morzu, osłaniając amerykańskie stawiacze min, które ustawiały zaporę minową na Morzu Północnym. 22 lipca w Rosyth okręty Grand Fleet odwiedził król Jerzy V. Osiem dni później po tym, jak został zastąpiony w składzie Eskadry przez pancernik „Arkansas” (BB-33) „Delaware” popłynął do Hampton Roads. Do Stanów Zjednoczonych dotarł 12 sierpnia.
„Delaware” pozostał na rzece York do 12 listopada 1918, a później popłynął do Boston Navy Yard na przegląd. 11 marca 1919 dołączył do Floty przeprowadzającej ćwiczenia na wodach kubańskich. Do Nowego Jorku wrócił 14 kwietnia, a później uczestniczył w ćwiczeniach dywizji, eskadry i floty. Wziął udział także w prezydenckim przeglądzie floty 28 kwietnia 1921 w Hampton Roads. Odbył dwa rejsy szkoleniowe z kadetami: w pierwszym pomiędzy 5 czerwca a 31 sierpnia 1922 odwiedził Colón w Panamie, Martynikę i inne porty na Karaibach oraz Halifax (Nowa Szkocja). Drugi rejs został przeprowadzony na wodach europejskich. W dniach 9 lipca-29 sierpnia 1923 okręt odwiedził Kopenhagę, Greenock, Kadyks i Gibraltar.
30 sierpnia 1923 „Delaware” wszedł do Norfolk Naval Shipyard, a jego załoga została przeniesiona na USS „Colorado”, świeżo wprowadzony do służby pancernik mający zastąpić „Delaware” w składzie Floty. Stary pancernik przeszedł do Boston Navy Yard we wrześniu, został pozbawiony sprzętu wojskowego i wycofany ze służby 10 listopada 1923. 5 lutego 1924 został sprzedany i złomowany zgodnie z ustaleniami traktatu waszyngtońskiego.